# Märtyrerpalme

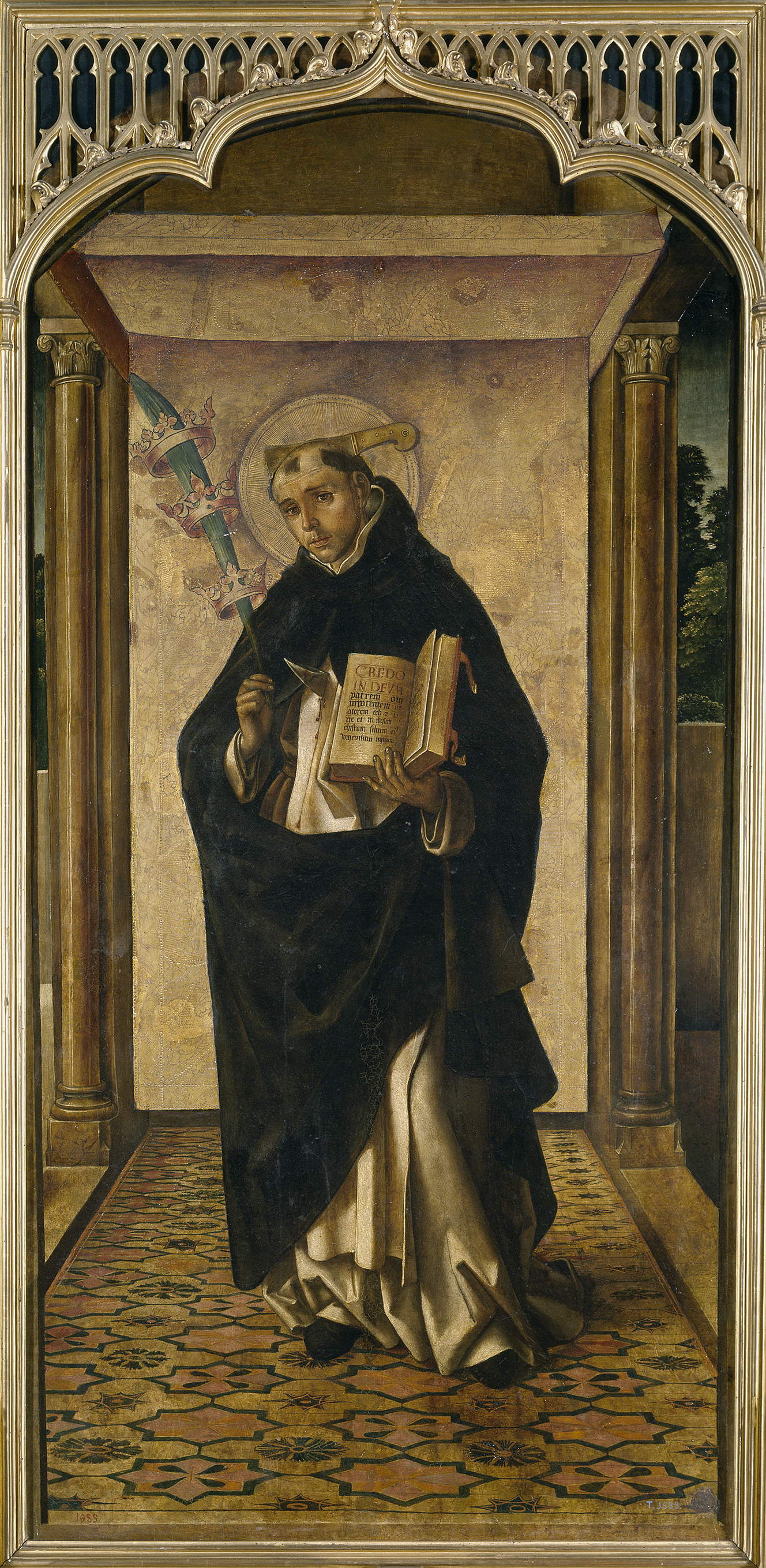
Darstellung des hl. Petrus Martyr, dessen Palmzweig eine dreifache Krone trägt. Altarbild von Pedro Berruguete (zwischen 1493 und ca. 1499)

Neben zahlreichen ikonographischen Attributen, die in der bildenden Kunst den Heiligen und Seligen beigegeben sind, sind heilige Märtyrer vor allem anderen an dem Attribut der Märtyrerpalme erkennbar.
Es handelt sich dabei um einen Palmzweig, über den manchmal eine einfache oder auch dreifache Krone gesteckt ist, wobei die dreifache Krone die Verbindung eines jungfräulichen Lebens, eines Lehrers oder Verkünders des Wortes und des Martyriums anzeigt.  Hier vereinigen sich mehrere Symbole: Die Krone steht Origenes zufolge dabei für den Sieg des Geistes über das Fleisch. In diesem Sinne erfolgt auch die Zuordnung des Palmzweigs als Attribut der Märtyrer, die als Sieger über das Fleisch par excellence gelten.

Die Palmzweige in den Händen der Märtyrer erinnern an die Palmzweige, die anlässlich von Jesu Einzug in Jerusalem ausgestreut wurden, und stellen zudem einen Bezug zum 7. Kapitel der Offenbarung des Johannes dar, in dem es heißt: 

„Danach sah ich und siehe, eine große Schar aus allen Nationen und Stämmen, Völkern und Sprachen; niemand konnte sie zählen. Sie standen vor dem Thron und vor dem Lamm, gekleidet in weiße Gewänder, und trugen Palmzweige in den Händen. Sie riefen mit lauter Stimme und sprachen: Die Rettung kommt von unserem Gott, der auf dem Thron sitzt, und von dem Lamm. (Offb 7,9–10 )“

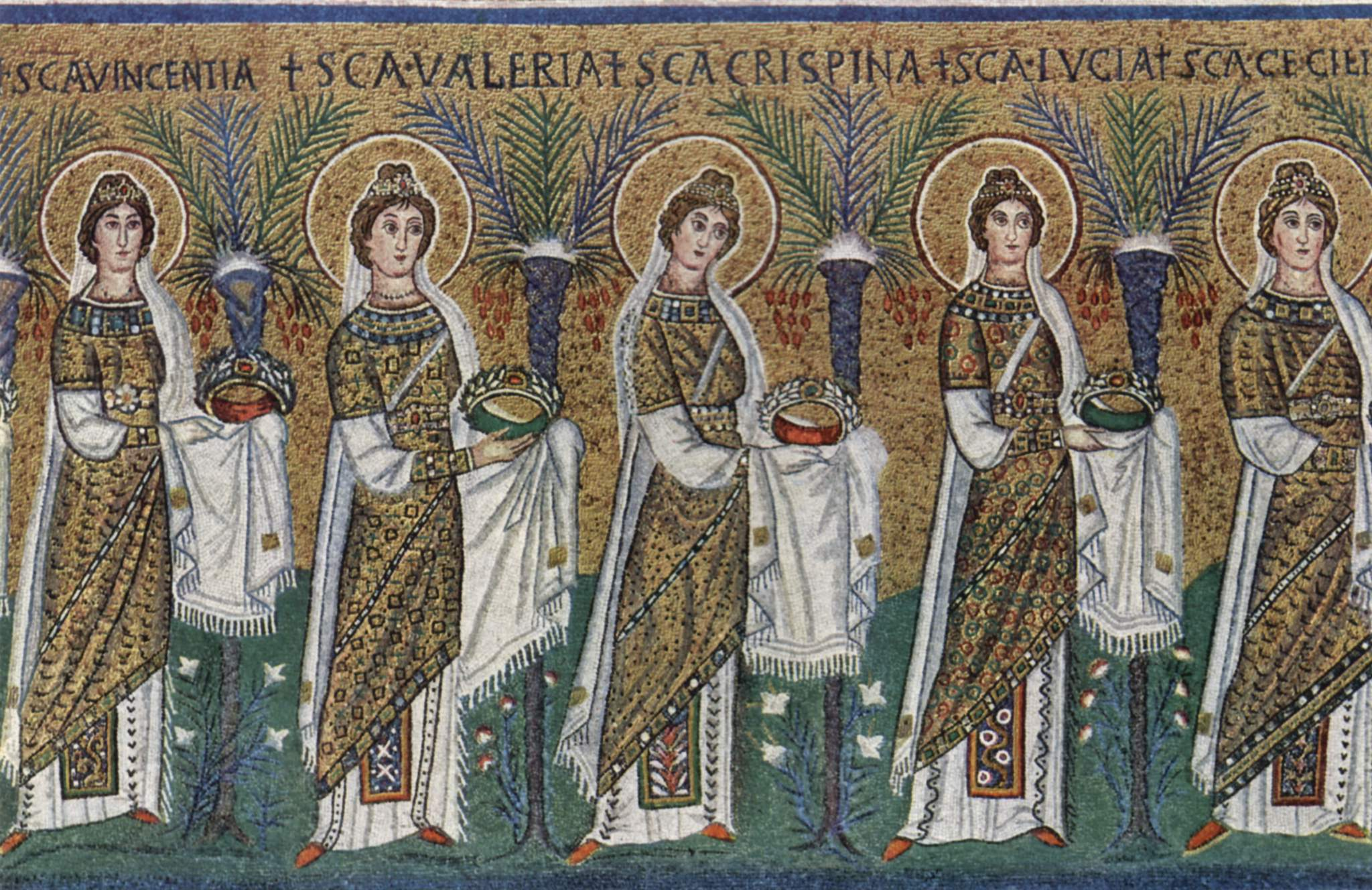
Prozession der jungfräulichen Märtyrinnen in Sant’Apollinare Nuovo in Ravenna

Sulpicius Severus erwähnt in seinen Epistulae (um 420) die errungene Märtyrerpalme. Die Formulierung „errang die Palme des Martyriums“ wird wiederholt in den Märtyrerberichten gebraucht. Cassiodor führt an: Fortes athletas palma designat esse victores, der Palmzweig bekunde, dass der beherzte Athlet den Sieg errungen habe.
1688 legte die Kongregation für die Riten fest, dass bei Gräbern in den römischen Katakomben die Abbildung eines Palmzweigs als Nachweis dafür diene, dass dort ein Märtyrer begraben liege. Diese Aussage wurde später unter anderem von Mabillon, Muratori und Papst Benedikt XIV. als in dieser Absolutheit nicht haltbar angesehen, da auch Gräber von Heiden mit Palmzweigen verziert worden waren. Nichtsdestoweniger stellt in der Ikonographie in manchen Fällen bei der Darstellung eines heute unbekannten Heiligen wenigstens den Hinweis dar, dass es sich um einen Märtyrer gehandelt hat. Teils sind auch Mosaiken, die mehrere Märtyrer oder Märtyrergruppen darstellen, mit einem Fries aus Palmzweigen umgeben, die zuweilen auch die Früchte der Verdienste der Märtyrer tragen.